# Scapheremaeus longicuspis
Scapheremaeus longicuspis är en kvalsterart som beskrevs av Sandór Mahunka 1984. Scapheremaeus longicuspis ingår i släktet Scapheremaeus och familjen Cymbaeremaeidae. Inga underarter finns listade i Catalogue of Life.